# 佩爾迪多山
佩爾迪多山（西班牙語：Monte Perdido，直译：「失落之山」）位於西班牙東北部韋斯卡省的山峰，屬於比利牛斯山脈的一部分。此山峰毗鄰與法國接壤的邊境，海拔高度3,355米，是該山脈的第三高山峰。

## 外部連結

- （西班牙文） Normal route and Escaleras route to climb Monte Perdido （页面存档备份，存于）